# Fraktioner i Command & Conquer
Command & Conquer är en serie datorspel för flera plattformar utvecklade av Westwood Studios och senare av Electronic Arts. I denna serie av strategispel förekommer flera fraktioner, sidor i konflikten, som spelaren kan styra, dels i spelets historia, i "skirmish"-läge eller i flerspelarläge.
Det finns tre underserier, alla med tre stycken huvudfraktioner.

## Tiberium-serien
Spel: Command & Conquer, C&C: Tiberian Sun, C&C: Renegade, Command & Conquer 3, Command & Conquer 4
Spelen domineras av konflikten mellan GDI och Nod och utspelar sig i framtiden där Jorden sakta täcks av en hälsofarlig utomjordisk självförökande kristall kallad Tiberium, som används som naturresurs.

### Global Defense Initiative
Global Defense Initiative (GDI) är en påhittad FN-stödd militärfraktion. De gör sitt bästa för att försvara mänskligheten och skydda dem mot den allt snabbare spridningen av Tiberium. Deras officiella märke är en örn.

### Brotherhood of Nod
Brotherhood of Nod (Nod), är en påhittad militärfraktion som anser att Tiberium är nyckeln till människans nästa steg i evolutionen. Konflikten mellan Nod och GDI är oundviklig då deras åsikter om Tiberium skiljer sig åt. Nod är militärt underlägset GDI och använder sig därför främst av gerillataktik och kamouflage. Deras officiella märke är en skorpion. Kane är brödraskapets fanatiske ledare. Deras högsta och främsta plats är Temple Prime i Sarajevo.

### Scrin
Scrin är en utomjordisk ras som förekommer i Command & Conquer 3: Tiberium Wars. De påverkar även händelseförloppet redan i Tiberian Sun då ett av deras rymdskepp kraschar på Jorden. I skeppet hittades en artefakt med stor betydelse i spelens handling.
När Scrin anfaller Jorden beskjuter GDI dem med jonkanoner utan märkbar effekt. Scrin börjar genast skörda Tiberium och anfaller också människor som lever i områden med viss påverkan av Tiberium (Gula zoner).

## Red Alert-serien
Spel: C&C: Red Alert, C&C: Red Alert 2, C&C Red Alert 3

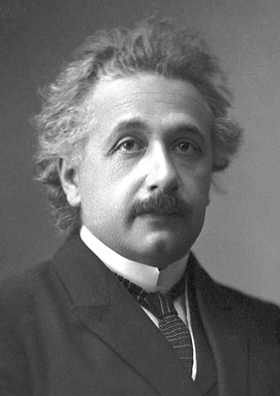
Albert Einsteins lyckades i spelet göra en tidsmaskin som orsakade historiska förändringar

Red Alert-serien är inte relaterad till historien om Tiberium, utan har en egen historia, men spelas på liknande sätt.
Red Alert-serien utspelas utmed en alternativ tidslinje som skapas då Albert Einstein använder en tidsmaskin för att resa tillbaka i tiden och döda Adolf Hitler i ett försök att förhindra Andra världskriget. Experimentet ser ut att ha lyckats, men får oanade konsekvenser då Sovjetunionen, ohindrat av ett starkt Tyskland, invaderar Europa.
I Red Alert 2 fortsätter kriget då Sovjetunionen, efter flera år av fred, plötsligt invaderar USA.
I Red Alert 3 är Sovjet besegrat, men den ryska militärledningen reser tillbaka i tiden och dödar Einstein, som var ansvarig för de allierades teknologiska övertag. Liksom under Einsteins tidsresa i det första spelet verkar allt gå bra och de allierade är försvagade. Dock har en ny supermakt vuxit fram: The Empire of the Rising Sun.
I det första spelet i serien är de båda lagen mer lika varandra än i de nyare spelen. Exempelvis har båda tillgång till både attackhelikoptrar och atombomber.
Red Alert-serien har till skillnad med Tiberium-serien ingen tiberium, utan använder malm som inkomstkälla för att utveckla baser och arméer. 

### De allierade
De allierade består av ett flertal olika länder som samarbetar mot Sovjetunionen, däribland USA, England, Tyskland och Frankrike. De föredrar lättare och mera snabbrörliga fordon.
De använder sig flitigt av Chronosphere-teknologi som låter fordon teleporteras stora avstånd.
De allierades symbol är en örn.

### Sovjetunionen
Red Alert inleds med att Sovjet, lett av Stalin, anfaller Europa. Sovjetunionen använder sig av stora och kraftfulla fordon, däribland den jättelika Mammoth Tank. De använder sig också av elektricitet som vapen, både som stationära Tesla Coils (Teslaspolar) och mobila enheter som Tesla Tanks.
Sovjetunionens symbol är Hammaren och skäran.

### Empire of the Rising Sun
Imperiet växte fram medan de allierade och Sovjet var upptagna med varandra. Det har en mycket stark flotta och högteknologiska och transformerande enheter såsom ubåtar/attackflyg och tvåbenta robotar/attackhelikoptrar. Deras symbol är Japans örlogsflagga.

### Yuri
Yuris fraktion framträder i Yuri's Revenge och innehåller klonade soldater med telepatiska förmågor och har ett supervapen som kallas Psychic Dominator. Ett annat supervapen är Genetic Mutator som förvandlar allt infanteri inom ett område till Brutes (Hulken-liknande varelser) som kan kontrolleras av spelaren.  Yuris fraktion är inte spelbar i kampanjläget men kan användas i skirmish-läget eller online.
Yuris symbol liknar ett "Y" som figuren själv har tatuerat på sitt huvud.

## Generals-serien
Spel: Command & Conquer: Generals
Generals utspelar sig i en mer realistisk värld än de andra spelen. Spelets tre fraktioner är Kina, USA samt en fiktiv gerillaorganisation. Inkomstkällan i spelen är materiel.

### Folkrepubliken Kina
Kina kan snabbt producera stora mängder soldater och fordon och har tillgång till den dyraste stridsvagnen i spelet. Fraktionens supervapen är atombomber.

### Global Liberation Army
Global Liberation Army (GLA) är en fiktiv organisation som förlitar sig på gerillakrigföring och har ett flertal enheter och byggnader som kan kamoufleras. De kan bygga tunnelsystem för transporter och uppgradera enheter genom att plocka upp delar från förstörda fiendefordon. Supervapnet är Scud-missiler, försedda med biologiska stridsspetsar.

### Förenta Staterna
USA använder sig av högteknologisk utrustning som obemannade stridssonder och kraftfulla flygplan. Fraktionens supervapen är en partikelstråle som aktiveras inom ett område och sedan till viss del går att styra.